# Florens Mo i Džin Rankin
Florens Mo i Džin Rankin su bile upravnice Englesko-srpskog dečjeg doma u Nišu.
Nakon Balkanskih ratova i Prvog svetskog rata u Srbiji je usledio izuzetno težak period. Jedan od najvećih problema bilo je zbrinjavanje dece koja su u ratovima ostala bez roditelja. Zahvaljujući Srpskom potpornom društvu iz Londona, u Nišu će 1926. godine biti otvoren dom za smeštaj dece bez roditeljskog staranja.
Srpsko potporno društvo je osnovano u Londonu na samom početku Prvog svetskog rata (23. septembra 1914) i zvanično je postojalo do 1921, iako je određeni broj članova i članica tog društva i nakon toga nastavilo da pomaže narod u Kraljevini SHS. Srpski potporni fond je bio nezavisno humanitarno društvo koje se izdržavalo donacijama, a kako je Fond osnovan za vreme rata, i prvobitna pomoć je oslikavala ratne potrebe – otvarane su bolnice, slato je medicinsko osoblje, pomagano je pri evakuaciji izbeglica itd. Nakon rata, kako su se promenile potrebe, promenila se i vrsta pružane pomoći.
Bilo je neophodno obezbediti bolje uslove za smeštaj dece koja su u ratovima ostala bez roditelja. Neposredno nakon rata uz pomoć Srpskog potpornog društva otvoren je Dečji dom. Ova ustanova na početku nije imala sopstvenu zgradu, te su deca bila smeštena u Staračkom domu kraj groblja, a o njima su se starale dve Engleskinje, Mis Florens Mo i Mis Džin Rankin. Bile su medicinske sestre koje su zajedno sa misijom Srpskog potpornog društva došle u Srbiju po prvi put za vreme Prvog svetskog rata. Rat su provele starajući se o srpskoj vojsci. Nakon završetka rata, dolaze u Niš gde preuzimaju staranje o ratnoj siročadi. Njih dve su bile upravnice doma, ali su se bavile i obrazovanjem dece, odnosno bile i učiteljice.
Zgrada u kojoj su deca bila smeštena, bila je u izuzetno lošem stanju zbog čega je bilo ugroženo i zdravlje štićenika doma, što su Mo i Renkin pokušavale da reše organizovanjem letnje kolonije, odnosno kampa u prirodi na svežem vazduhu tokom dva meseca. Naravno, ovo nije bilo dovoljno i bilo je jasno da će morati da se podigne nova zgrada. Za pomoć su se, zajedno sa niškim episkopom Dositejem čiju pomoć je dom uživao, obratile Londonu. Iako je Srpsko potporno društvo prestalo da postoji 1921. godine, još uvek je bilo ljudi voljnih da pomognu, a tu pre svih spada Karington Vajld koja je bila uključena u rad društva od osnivanja pa sve do kraja postojanja. Zahvaljujući prilozima iz Londona, i zahvaljujući činjenici da je crkva sv. Pantelejmona ustupila zemljište, Dečji dom u Nišu 1926. godine dobija novu zgradu. Dom je imao prostorije za dečake i devojčice, trpezariju i baštu. Od preseljenja u novu zgradu u domu su zajedno sa decom živele i Florens Mo i Džin Renkin, gde su delile sobu, sve do 1946. godine, kada je dom preuzela niška opština, a Mo i Rankin se povukle i zajedno preselile u Dubrovnik. Živele su od skromnih penzija i umrle jedna za drugom 1953. godine. Po ličnoj, testamentalnoj želji sahranjene su na pravoslavnom groblju u zajedničkoj grobnici sa usvojenim sinom.
Angažovanja žena sa naših prostora tokom i nakon rata u najvećoj meri su bila vezana za brigu o ranjenicima i deci. Međutim, Florens Mo i Džin Rankin su, iako strankinje, kao i mnoge članice medicinskog osoblja, zajedno sa vojnicima pešačile preko Albanije, bile na Solunskom frontu, prolazile kroz sve strahote rata. Jedina razlika je bila što su se muškarci vraćali u državu gde su, u izvesnoj meri, mogli da utiču na tok politike države, dok su se žene vraćale tamo gde nisu imale pravo glasa. Premda i za većinu muškaraca iz nižih slojeva, manje obrazovanih ili nepismenih, pravo glasa nije posebno značilo, njima, za razliku od žena, učešće u politici nije bilo zakonski zabranjeno.